# 価標
価標（かひょう、bond）とは、化合物の化学構造を示す際に、原子間の結合を示すために用いる表示のことである。

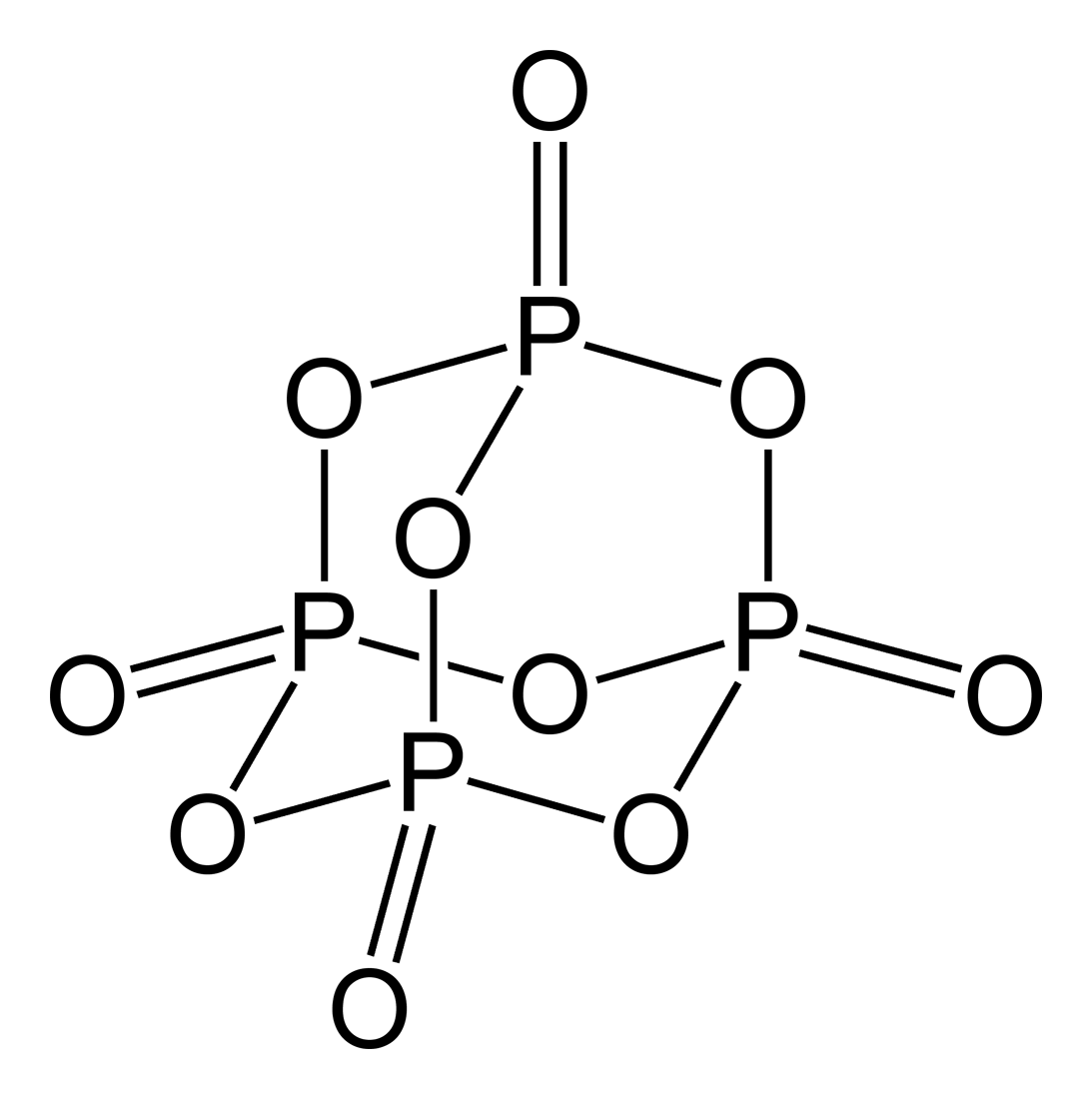
五酸化二リン（十酸化四リン）の構造式。この場合、酸素とリンの間をつなぐ線が価標である。

## 概要
化合物の構造式を示す際に結ばれる共有電子対を1本の線で示したもので単結合の場合は1本線、二重結合では2本線、三重結合は3本線と決まっている。なお普通使用されるのは共有結合の場合のみでイオン結合の際は用いない。

## 参考資料
- 化学事典(旺文社)[要ページ番号]